# كيم يونغ أي
كيم يونغ أي (بالكورية: 김영애)‏ هي ممثلة كورية جنوبية، ولدت في 21 أبريل 1951 في كوريا الجنوبية، وتوفيت بنفس المكان في 9 أبريل 2017. بدأت مشوارها المهني سنة 1971.

## أعمال

### مسلسلات
- القمر الذي يحتضن الشمس

## وصلات خارجية
- كيم يونغ أي على موقع IMDb (الإنجليزية)
- كيم يونغ أي على موقع قاعدة بيانات الفيلم (الإنجليزية)